# Ca’ d’Andrea
Ca’ d’Andrea (lombardul: Li Cà) település Olaszországban, Lombardia régióban, Cremona megyében. Lakosainak száma 431 fő (2017. január 1.). Ca’ d’Andrea Cappella de’ Picenardi, Cingia de’ Botti, Derovere, San Martino del Lago, Torre de’ Picenardi és Voltido községekkel határos.

## Népesség
A település népességének változása:
| Lakosok száma | 452  | 431  | 424  |
|               | 2013 | 2017 | 2018 |